# Tetragnatha tenera
Tetragnatha tenera este o specie de păianjeni din genul Tetragnatha, familia Tetragnathidae, descrisă de Thorell, 1881. Conform Catalogue of Life specia Tetragnatha tenera nu are subspecii cunoscute.